# Canadian Imperial Bank of Commerce
El Canadian Imperial Bank of Commerce (CIBC; en francés Banque canadienne impériale de commerce) es un banco multinacional y corporación de servicios financieros canadiense con sede en la CIBC Square en el Distrito Financiero de Toronto, Ontario. El Canadian Imperial Bank of Commerce fue formado mediante la fusión en 1961 del Canadian Bank of Commerce (fundado en 1867) y el Imperial Bank of Canada (fundado en 1873), en la mayor fusión de bancos autorizados en la historia de Canadá. Es uno de los dos bancos entre los "Cinco Grandes" fundado en Toronto, siendo el otro el Toronto-Dominion Bank.
El banco tiene cuatro unidades de negocio estratégicas: Negocio de Banca Personal en Canadá, Gestión de Patrimonio y Banca Comercial en Canadá, Banca Comercial y Gestión de Patrimonio en EE. UU., y Mercados de Capital. Tiene operaciones internacionales en Estados Unidos, el Caribe, Asia, y Reino Unido. Globalmente, CIBC sirve a más de once millones de clientes y tiene más de 40.000 empleados. La compañía se sitúa en el rango 172 en la lista de Forbes Global 2000.